# Pirimifos-methyl

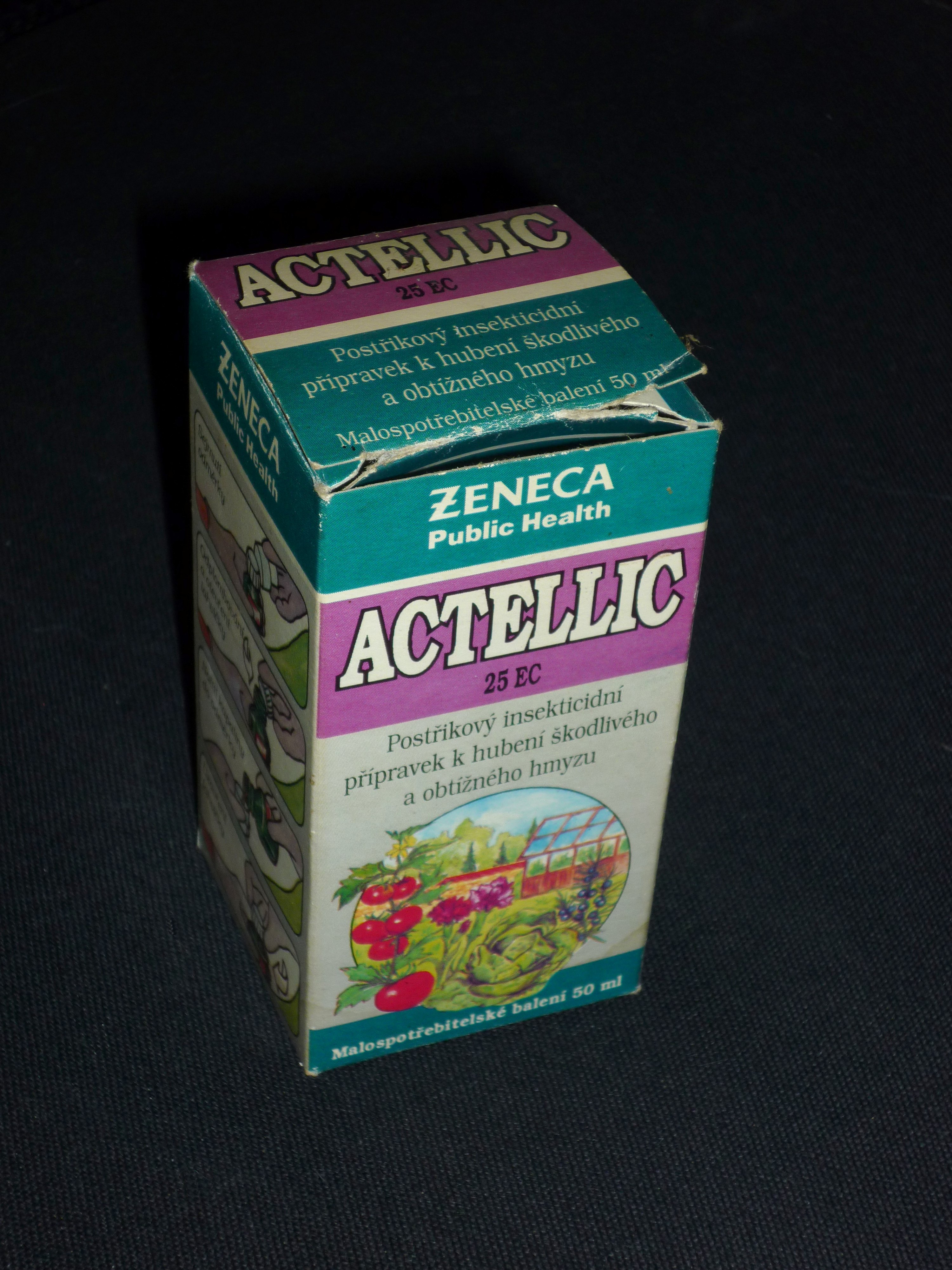
Insekticidní přípravek Actellic (obsahuje pirimifos-methyl, již se nevyrábí)

Pirimifos-methyl (systematický název O-(2-diethylamin-6-methylpyrimidin-4-yl)-O,O-dimethyl-fosforthioát) je organofosfát používaný jako pesticid. Je jednou z řady látek používaných proti plošticím podčeledi Triatominae, které jsou vektorem prvoka Trypanosoma cruzi způsobujícího Chagasovu nemoc na americkém kontinentu. Pirimifos-methyl lze pro dosažení reziduálního účinku aplikovat jako aditivum do nátěrů povrchů ve vnitřním prostředí.
V Evropské unii je pirimifos-methyl schválen pro použití v zemědělství, ale pouze jako insekticid pro posklizňové skladování k hubení škodlivého hmyzu a roztočů ve skladech .